# 相良頼紹

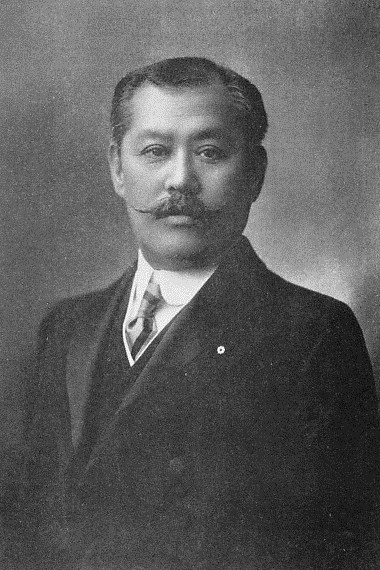
相良頼紹

相良 頼紹（さがら よりつぐ、嘉永6年12月25日（1854年1月23日） - 大正13年（1924年）3月12日）は、明治時代の華族。人吉藩14代藩主相良長福の長男。幼名、武之進。従五位、子爵、貴族院議員。

## 略歴
頼紹が生まれた翌年に父が没したため（数えで2歳）、叔父の頼基が15代藩主となる。後に頼基の養子となる。明治5年（1872年）9月2日、従五位に叙任する。同年9月15日、明治天皇に拝謁する。明治8年（1875年）5月22日、養父頼基が隠居し、家督を継ぐ。明治9年（1876年）12月、宮中祗候となる。その後、華族部長局書記などに歴任する。明治14年（1881年）、伊藤博文の憲法調査に随行する。明治17年（1884年）7月8日、子爵に叙爵。明治23年（1890年）7月10月、貴族院議員に選ばれる。明治30年（1897年）7月10日、貴族院議員に再選され、1904年（明治37年）7月10日まで2期在任した。大正13年（1924年）に死去。頼基の子の頼綱が家督を継いだ。墓所は人吉市願成寺。
大正5年（1916年）の『時事新報』の記事で、東京府東京市麻布区に在住する100万円の資産を有する者として取り上げられるなど、華族のなかでも屈指の資産家であった。

## 家族
- 父：相良長福
- 母：横山氏
- 養父：相良頼基
- 妻：中子 - 徳大寺公純の五女
- 子女
  - 長女：貞子 - 福岡秀猪妻
  - 女子：鴻子 - 杉村虎一妻
- 養子：相良頼綱 - 相良頼基の四男